# Megasphaera micronuciformis
La  Megasphaera micronuciformis  è una specie di batterio appartenente alla famiglia delle Acidaminococcaceae.